# Villa d'Eylau
Pour l’article homonyme, voir Eylau.
La villa d'Eylau est une voie du 16e arrondissement de Paris, en France.

## Situation et accès
La villa d'Eylau est une voie privée située dans le 16e arrondissement de Paris. Elle débute au 44, avenue Victor-Hugo et se termine en impasse.

## Origine du nom
Cette voie porte le nom de la bataille d'Eylau remportée par Napoléon Ier en 1807, en raison du voisinage de l'ancienne avenue d'Eylau.

## Historique
Au no 4 se tint le cercle Victor-Hugo, le « cercle des arts et de la mode », tenu par Mme de J… (La Ferme, pour les familiers) où Colette fait connaissance avec Missy, début 1905. Les organisateurs ne sont autres que Missy, Alfred Edwards, Léon Hamel et Robert Scheffer. On y rencontre entre autres Henry de Bruchard, Gabriel de Lautrec, Paul Reboux, Laurent Tailhade, Robert d’Humières, les peintres Federico de Madrazo et La Gandara, le sculpteur José de Charmoy, le baron de Voguë, Louis-René de Gramont, le prince Galitzine, José Maria Sert, Marcel Proust, Reynaldo Hahn, Alfred Jarry, Rachilde, Suzanne Derval, Liane de Pougy, Caroline Otero, Georgette Leblanc, la baronne Hélène de Zuylen de Nyevelt de Haar (« la brioche »), Georgie Raoul-Duval, Élisabeth de Clermont-Tonnerre, Lucie Delarue Mardrus, Jeanne de Bellune (« Janot »).
Ce club avait sa revue, Le Damier, qui eut trois numéros (mars, avril et mai 1905).